# ゴジラxコング スーパーノヴァ
ゴジラxコング スーパーノヴァ（英語: Godzilla x Kong: Supernova）はモンスター・ヴァース第5作『ゴジラxコング 新たなる帝国』の続編でモンスターヴァース6作目。監督はグラント・スピュートリ、脚本はデイヴ・キャラハムが執筆。ケイトリン・デヴァー、ジャック・オコンネル、マシュー・モディーン、サム・ニールが出演。ダン・スティーブンスは前作から続投。
2025年7月に撮影予定だったが、3ヶ月前倒しされ、2025年4月に撮影。オーストラリアのクイーンズランド州ゴールズコースト、ユタ州で撮影されており、2025年8月に撮影が終了した。
「ゴジラとコング、そして人間たちが、地球を終わらせるほどの壊滅的な脅威に立ち向かう」というストーリー。映画は、2027年3月26日に全米公開予定。

## 登場怪獣
- ゴジラ/GODZILLA - 地球怪獣＝タイタンの頂点に君臨する怪獣王。
- コング/KONG - 前作『ゴジラxコング 新たなる帝国』のエンディングでは、コングの帝国が誕生したことが示唆されている。